# Балінський Іван Мартинович
Іван Мартинович Балінський (17 січня 1879 с. Рачки, Брацлавський повіт, Подільська губернія, Російська імперія — 3 травня 1927 Київ, УСРР) — український історик і правознавець. Батько ембріолога Бориса Балінського.

## Біографія

### Родина
Походив з давнього польського дрібних шляхтичів. Його пращур у ХІХ сторіччі чи раніше переїхав на Поділля у землі графа Браницького. У селі Псярівка до Івана жило 3 покоління Балінських. Батько Мартин Балінський був безземельним селянином через втрату документів на дворянство внаслідок юридичної афери, працював у корчмі. Матір Івана звали Фекла, був також старший брат Ігнат (1874 рік народження). Ігнат вчився у гімназії на військовика, але вступив у суперечку із старшим офіцером і був відрахований, тому надалі працював поштовим чиновником.

### Освіта
Навчався у однорічній сільській школі, надалі два роки у церковно-парафіяльній. Вчитель не рекомендував батьку продовжувати освіту сина, але Мартин віддав Івана до Немирівської гімназії. Івану довелося підтримувати власний матеріальний стан шляхом надання платної допомоги іншим учням. У 16 років він вже самостійно заробляв на життя і навіть допомагав хворому на той час батьку. Мартин Балінський помер від туберкульозу легень у 1901 році у віці 50 років.
У 1895 поступив до Колегії Павла Ґалаґана в Києві, яку закінчив 1899 року. Далі вступив на історико-філологічний факультет Імператорського університету Святого Володимира, де вчився до 1904 року. Радою університету нагороджений срібною медаллю за працю «Аграрне законодавство Англії в XVI сторіччі», що не давало надії на продовження академічної кар'єри. Через це Іван Балінський почав працювати викладачем історії у гімназіях Києва.

### Викладач і сім'янин
По закінченню університету Іван 22 серпня 1904 року обвінчався із Єлизаветою Василівною Радзимовською, сестрою свого приятеля по Колегії Івана Радзимовського, донькою сільського священика. 10 вересня 1905 року в них народився син Борис, а у жовтні 1907 року — син Сергій. Родина оселилася у квартирі на вулиці Івановській у Києві.
У 1911 році Івана запросили працювати у ту ж Колегію Павла Галагана, яку він закінчив 12 роками раніше. Балінські переїжджають до одного з корпусів Колегії на вулиці Фундуклеївській.
Викладав історію у гімназіях та інших середніх навчальних закладах Києва, на Вищих жіночних курсах.

### У вирі Української революції і громадянської війни
З 1917 — викладач Київського народного університету, пізніше працював в органах управління освітою (Київ, Одеса); у 1919-20-ст. бібліотекар Всенародної бібліотеки України. Водночас (з 1918) Балінський — професорський стипендіат Українського державного університету в Києві.

### Радянський період

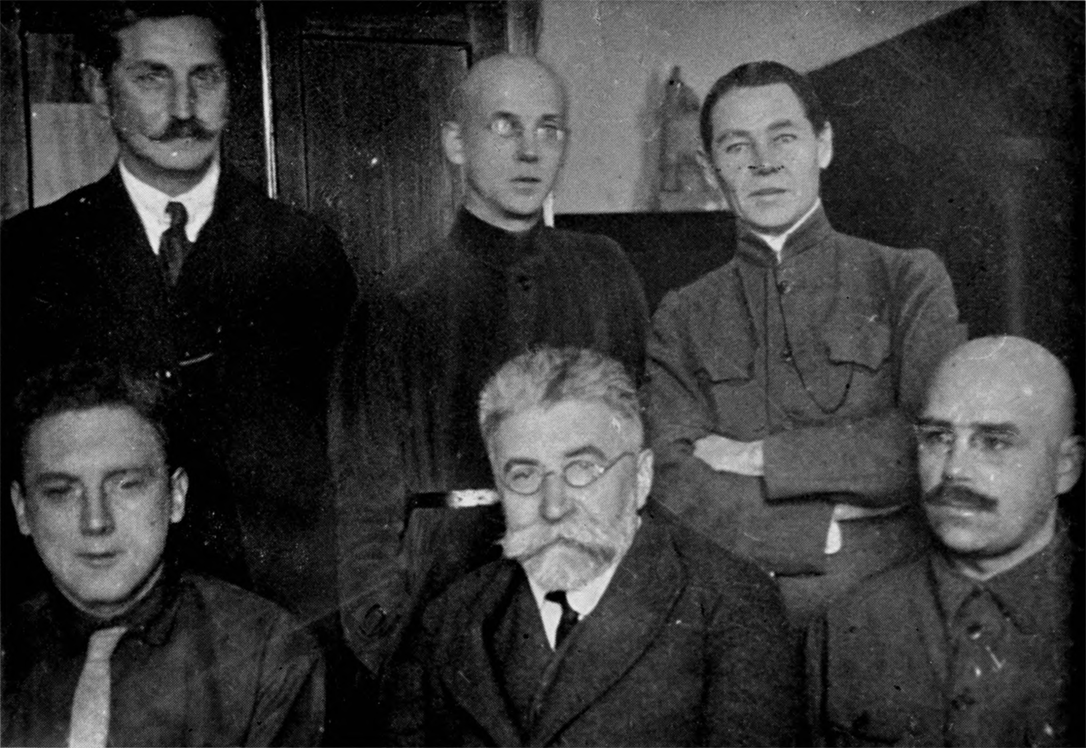
Комісія для виучування історії західноруського і українського права УАН, 1924. Сидять (зліва направо): Лев Окіншевич, Микола Василенко, Сергій Іваницький-Василенко; стоять (зліва направо): Іринарх Черкаський, Степан Борисенок, Іван Балінський.

1920 стає приват-доцентом Київського університету, викладав також у ряді інших навчальних закладів. У 1922—1923 роках був деканом консульського факультету Інституту зовнішніх зносин у Києві. З листопада 1921 і до кінця життя — науковий співробітник Комісії для виучування історії західноруського та українського права УАН. Був секретарем історичної секції «Товариства сприяння народній освіті» (з 1907) та ін.
Влітку 1925 і 1926 років здійснив дві піші подорожі до Кавказу разом з родиною. Після останнього походу восени 1926 року захворів і менше ніж за рік помер. Лікарі підозрювали рак шлунку та мозку, але беспосередньою причиною смерті став менінгіт.

## Наукова діяльність
Досліджував феодальне право на українських землях. Головна робота «Нариси з історії феодалізму та феодального права в Польщі, Литві та Україні. Феодалізм у Польщі» (1926).
Балінський опублікував першу частину запланованої праці — ґрунтовний огляд літератури з проблем польського феодалізму, який і досі не втратив наукового значення. У рукописі залишилися доповідь про творчість П. Виноградова, прочитана восени 1926 в Історичному товаристві Нестора-літописця, деякі інші праці.

## Наукові праці
- Влияние войны 1812 года на русское общество (1912)
- О самоуправлении в школе (1915)
- Критика программы по истории античной культуры (курс VII класса), неопубліковано
- «Коротка історія України» для учнів першого ступеню, неуопубліковано
- Земельна власність у франків за Салійською правдою та формулами Маркульфа, неопубліковано
- Літописні джерела історії франків Григорія Турського, неопубліковано
- Нариси з історії феодалізму та феодального права в Польщі, Литві та Україні. Феодалізм у Польщі (1926)